# Le Corps (Stephen King)
Pour les articles homonymes, voir Le Corps.
Le Corps (titre original : The Body) est un roman court de Stephen King paru en août 1982 dans le recueil Différentes Saisons. Ce récit semi-autobiographique se distingue dans l'œuvre de l'écrivain par l'absence d'élément horrifique ou surnaturel.

## Résumé
Castle Rock, 1960. Gordon LaChance, douze ans, et ses trois meilleurs amis, Chris Chambers, Vern Tessio et Teddy Duchamp, profitent des derniers jours des vacances d'été, et apprennent (grâce à une conversation surprise par Vern entre son grand frère et un ami à lui) que le corps d'un garçon disparu se trouverait le long de la voie ferrée à plusieurs dizaines de kilomètres de la ville. Ils décident donc de partir à la recherche du cadavre, faisant croire à leurs parents respectifs, avec qui ils ont tous des problèmes d'ordres divers, qu'ils campent tous chez Vern. Suivant les rails de la voie ferrée, ils commencent un périple de deux jours, émaillé de plusieurs incidents, certains comiques et d'autres plus dangereux, à la suite duquel ils vont définitivement sortir de l'enfance.
Le deuxième jour, ils finissent par trouver le corps du garçon mais c'est alors qu'arrive sur les lieux la bande d'adolescents d'Ace Merrill, dont font notamment partie les grands frères de Chris et de Vern. Ils comptent revendiquer la découverte du corps mais Gordon les met en fuite en les menaçant du revolver que Chris a volé à son père. Les quatre garçons comprennent néanmoins qu'ils ne peuvent pas ramener le corps et rentrent à Castle Rock. Peu après, Gordon et Chris commencent petit à petit à perdre de vue Vern et Teddy. Vern se marie et construit une famille, Teddy fait de la prison et continue de vivre en effectuant des jobs à mi-temps à Castle Rock et Chris, malgré tous ses efforts  pour s'en sortir en tant qu’avocat, connaît un destin tragique dans un fast food lors d’une altercation entre deux hommes dans la file d’attente, essayant de les séparer celui-ci reçoit un coup de couteau à la gorge et meurt sur le coup alors que Gordon devient un écrivain réputé.

## Genèse
Le Corps a été écrit par Stephen King alors que celui-ci venait juste de terminer Salem. C'est l'un des récits les plus autobiographiques de l'écrivain, qui évoque son enfance avec nostalgie à travers le personnage de Gordon LaChance, son alter ego dans l'histoire avec qui il partage plusieurs points communs. King y intègre deux récits dans le récit, Stud City et La Revanche de Gros Lard Hogan, des nouvelles écrites par le personnage principal, qu'il a publiées respectivement en 1969 dans le journal de l'université du Maine et en 1975, sous une forme plus longue, dans le Maine Review.

## Analyse
Pour Michael R. Collings, spécialiste de l'œuvre de Stephen King, cette œuvre toute en retenue et emplie de symboles est « une méditation sur la mort racontée au travers les yeux d'un enfant qui est prêt à grandir », un futur écrivain qui « découvre et expérimente les matériaux dont sont faites les vraies histoires ». Comparant le récit à Salem, il rapproche Gordie LaChance de Mark Petrie par l'isolement et le rejet dont ils sont tous deux victimes. Selon George Beahm, l'élément le plus important de l'histoire est « le traitement tendre et attentif que King fait de l'adolescence, ce rite de passage, cet âge de transition » entre l'innocence et l'expérience. Laurent Bourdier met l'accent sur le côté initiatique du périple qui va mettre à l'épreuve la loyauté et l'amitié des quatre protagonistes, livrés à eux-mêmes et en butte à des parents ou des adolescents « négligents ou violents ». Leur union est ce qui « leur permet de mener à bien leur expérience, tout comme elle les aide à affronter les agressions dont ils sont victimes » .

## Adaptation
Le récit a été adapté au cinéma, sous le titre Stand by Me, par Rob Reiner en 1986, avec Wil Wheaton, River Phoenix, Corey Feldman et Jerry O'Connell dans les rôles principaux.